# Ameer Webb
Ameer Webb (Carson, 21 december 1989) is een Amerikaans sprinter. Hij nam eenmaal deel aan de Olympische Spelen.

## Biografie
Webb was in 2012 met een tijd van 20,39 s goed voor de beste wereldjaarprestatie op de 200 m indoor. Ook in 2013 was Webb goed voor de beste wereldjaarprestatie met een tijd van 20,37. Samen met Maurice Mitchell, Curtis Mitchell en Wallace Spearmon nam Webb deel aan de 4x200 meter op de IAAF World Relays van 2014. Het Amerikaanse viertal werd echter gediskwalificeerd. 
In 2016 won Webb de 200 m op de Qatar Athletic Super Grand Prix in een meetingrecord van 19,85, meteen ook goed voor een persoonlijke besttijd. Later dat jaar won Webb ook de 200 m op de Golden Gala-meeting in Rome. Op dezelfde meeting eindigde Webb ook op de tweede plaats op de 100 m in een tijd van 9,94, waarmee hij voor de eerste keer in zijn loopbaan onder de 10 seconden-grens bleef op de 100 m.
Webb nam deel aan de Olympische Spelen van 2016 in Rio de Janeiro. Hij kwam uit op de 200 m. Webb kon zich plaatsen voor de halve finale. Hierin eindigde hij op de vijfde plaats, maar met zijn tijd van 20,43 wist hij zich niet te kwalificeren voor de finale.

## Titels
- Amerikaans kampioen 200 m - 2017, 2018

## Persoonlijke records
Outdoor
| Onderdeel | Prestatie | Datum       | Plaats |
| --------- | --------- | ----------- | ------ |
| 100 m     | 9,94      | 2 juni 2016 | Rome   |
| 200 m     | 19,85     | 6 mei 2016  | Doha   |

Indoor
| Onderdeel | Prestatie | Datum            | Plaats       |
| --------- | --------- | ---------------- | ------------ |
| 60 m      | 6,60      | 13 februari 2016 | Albuquerque  |
| 200 m     | 20,37     | 8 maart 2013     | Fayetteville |

## Palmares

### 200 m
Kampioenschappen
- 2016: 5e in ½ fin. OS - 20,43 s
- 2017:  Amerikaanse kamp. - 20,09 s
- 2017: 5e WK - 20,26 s
- 2018:  Amerikaanse kamp. - 20,47 s

Diamond League-podiumplekken
- 2016:  Qatar Athletic Super Grand Prix - 19,85 s
- 2016:  Golden Gala - 20,04 s

### 4x200 m
- 2014: DSQ IAAF World Relays